# Анташев, Сергей Александрович
Сергей Александрович Анташев (род. 16 декабря 1959, Саранск, Мордовская АССР) — российский инженер-строитель, глава городского округа Тольятти в 2017—2021 годах, назначенный городской думой по инициативе губернатора Самарской области Николая Меркушкина.

## Биография

### Образование
В 1982 году окончил Тольяттинский государственный университет (до 2001 года Тольяттинский политехнический институт) по специальности инженер-строитель, «теплогазоснабжение и вентиляция».
В 2000 году окончил частный «Международный институт рынка» по специальности «менеджмент».

### Трудовая деятельность
В 1982—1994 годах по распределению работал в Димитровграде мастером, прорабом, председателем профсоюза, ведущим инженер-технологом, начальником производственно-технического отдела строительно-монтажного управления треста СМУ № 14 «Гидромонтаж», состоял в КПСС.
В 1994—2000 годах характер трудовой деятельности не известен.
В 2000—2012 годах — директор по маркетингу и сбыту энергоресурсов дочернего предприятия тепловых сетей ВАЗа ОАО «ТЕВИС».
В 2005—2012 годах — депутат Тольяттинской городской думы, избирательного округа № 9, IV и V созывов, фракции Единая Россия — впервые избрался в городскую думу в команде ВАЗа.
В 2012—2015 годах — заместитель мэра Тольятти по городскому хозяйству (С. И. Андреева)
В 2015—2016 годах — советник генерального директора, генеральный директор ОАО «ТЕВИС».
В 2016—2017 годах — директор самарского филиала ОАО «ЭнергосбыТ Плюс».
11 апреля 2017 года решением конкурсной комиссии Думы Тольятти под председательством губернатора Н. И. Меркушкина был избран главой города Тольятти. За Сергея Анташева проголосовало 27 депутатов ЕР, трое коммунистов — воздержались.
За 2016 год заработал 3,9 млн рублей, за 2017 год на посту главы города увеличил свой доход до 6,3 млн руб. Вместо тольяттинской «Лады» градоначальник предпочитает автомобиль «Audi Q5».
Является бенефициарным владелецем группы управляющих компаний «Жилсервис +» входящих в группу ООО УК «Фортуна», ООО УК «Перспектива».
В 2017—2021 годах — глава городского округа Тольятти. (досрочно ушёл в отставку).
С май по декабрь 2021 года  руководитель проекта в службе вице-президента по промышленным сервисам АО АВТОВАЗ, отвечая за вопросы энергетики.
С декабря 2021 года директор Саратовского филиала холдинга «Т-Плюс».

## На посту главы города
24 мая 2017 года Дума Тольятти на очередном заседании утвердила изменения в Положение № 154 от 21.10.2009 "О денежном вознаграждении депутатов и выборных должностных лиц МСУ, осуществляющих деятельность на постоянной основе", в два раза увеличив заработную плату Главы города в 210 тыс. рублей в месяц. 11 декабря 2018 года Дума Тольятти в результате индексации, увеличила зарплату Главы города, за три года в трое, которая в 2019 году составила 348,5 тыс. рублей в месяц и 4 млн 183 тыс. рублей в год. 17 апреля 2019 года по инициативе ЛДПР на голосовании городской думы было предложено снизить зарплату главы города, Единая Россия проголосовала против, КПРФ и Справедливая Россия воздержались.

### Кадровые назначения
Первым заместителем главы назначил главу Администрации Автозаводского района Игоря Ладыку, на его место был назначен начальник управления по работе с населением районной администрации  Юрий Хвостов, заместителем по экономике и финасам стал Алексей Бузинный.
Заместителем главы города по имуществу и градостроительству назначил зам. руководителя департамента градостроительства мэрии Самары Олега Захарова, руководителем департамента общественной безопасности назначил руководителя аппарата Администрации Ставропольского района Виталия Денисова. На должность замглавы города по соцвопросам назначил супругу Павла Баннова руководителя департамента дорожного хозяйства и транспорта Юлию Баннову. В 2020 году Руководителем департамента экономического развития администрации Тольятти назначил юриста АО «Тольяттинской энергосбытовой компании» Елену Базаеву. Главой Администрации Центрального района назначил заместителя руководителя департамента образования Алексея Домничева.

### Критика
Заместителем главы по социальным вопросам назначил жену руководителя департамента дорожного хозяйства и транспорта, работавшую журналистом на «ВАЗ-ТВ», Юлию Баннову. В остальном сохранил команду прежнего мэра города Сергея Андреева, перераспределив между действующими чиновниками их обязанности. В декабре прокуратура направила представление в адрес главы Тольятти Сергея Анташева о незаконном назначении на должность его заместителя Юлии Банновой, ввиду её несоответствия квалификационным требованиям. Однако, он проигнорировал представление, сохранив её на посту.
В 2014 году на посту заместителя мэра вместе Алексеем Бузиновым проходил подозреваемым в СКР по уголовному делу НПФ «Муниципальный», однако отозвал свои подписи, избежав уголовной ответственности.
В 2017 году по инициативе Н. И. Меркушкина принял Постановление от 26.06.2017 № 2184-п/1 «Об общественных и координационных советах микрорайонов на территории городского округа Тольятти» (ОСМ Тольятти) и Постановление от 25.08.2017 № 2892-п/1 «Об утверждении Положения об управляющих микрорайонами на территории городского округа Тольятти», увеличив армию чиновников, создав микрорайоны общественных советов и 85 управляющих микрорайонов, получающих заработную плату при муниципальном казенном учреждении МКУ «Центре общественных инициатив» в размере 30 тыс. рублей в месяц каждый, в год их содержание обошлось городскому бюджету в 30 млн.рублей. В условиях дефицита бюджета и муниципального долга, депутаты КПРФ и журналисты высказали критику, этой бесполезной оплачиваемой из городского бюджета деятельности, дублирующей работу ТОСов. — В декабре 2018 фракция КПРФ и ЛДПР в городской думе заблокировали финансирование управляющих, перераспределив средства на обеспечение жилья молодым семьям. Однако в 2019 году Анташев не согласился с депутатами и по инициативе губернатора было выделено из областного бюджета 21 млн рублей.
В 2017 году находился в судебном противостоянии в суде с муниципальной ОАО «Дорожное ремонтно-строительное управление» (ДРСУ). Учредитель — городская администрация под руководством Сергея Анташева — требовал в Арбитражном суде (Дело № А55-903/2017) взыскать неустойку с собственной муниципальной организации, подводя предприятие к банкротству. При этом муниципальные контракты 2017, 2018, 2019, 2020, 2021 годов на выполнение дорожных работ были переданы частной сызранской ООО «Автодоринжиниринг» и другим частникам. В 2021 году Контрольно-счётная палата КСП Думы г. Тольятти указала, что до 2017 года предприятие находилось в прибыли, выполняя муниципальные контракты, которые с приходом Анташева были прекращены и переданы частным подрядчикам, а само муниципальное ДРСУ подведено к банкродству.
В 2017 году на посту главы города, разрешил застройку жилыми зданиями территорию «Прибрежного парка». В 2018 году администрация города за долги подала иск в арбитражный суд на ООО «Прибрежный парк», у которой находились в аренде земельные участки.
Вынес ряд городских вопросов на общегородское обсуждение, совместив его с президентскими выборами 18 марта 2018 года, по результатам которого жители Тольятти большинством проголосовали против строительства дороги через лес. В марте 2018 года оштрафован за умышленное невыполнение предписания природоохранной прокуратурой.
В 2018 году сорвал сроки выполнения федеральной программы «50-летие АВТОВАЗа» на получение финансирования на благоустройство и создание важных городских социальных объектов. В срок не была подготовлена документация, не был готов и вынесен на общественные слушания, проект набережной Автозаводского района. Из-за этого в парке Победы Автозаводского района было приостановлено строительство выставочного зала в честь первого автомобиля ВАЗа напротив 6 квартала на улице Революционной со сквером, игровыми площадками и фонтаном. В конце 2019 года строительство сквера было завершено подрядчиком ООО ПСК «Волга», общая стоимость работ составила 316 млн рублей. Через год в 2021 году для устранения недостатков, из городского бюджета было выделено дополнительно 12,3 миллиона рублей.
В 2019 году дочка Ростех ОАО «Тевис» обратилось с заявлением в полицию с требованием привлечь Сергея Анташева к уголовной ответственности по статье 201 УК РФ «Злоупотребление полномочиями». На посту генерального директора ОАО «Тевис» Сергей Анташев, по мнению заявителей, незаконно списал долги у собственной управляющей компании города.
Активно лоббировал изменения в Уставе города, по которому хотел увеличить штат чиновников и ввести второго первого заместителя главы. На публичных слушаниях которых были только подконтрольные администрации чиновники и бюджетники.
В марте 2019 года ввёл налог на мыло и туалетную бумагу в детских садах, вызвав возмущение и одиночные пикеты родителей. В этом же году городская администрация Тольятти под управлением Сергея Анташева набрала кредитов на 6 миллиардов рублей в Сбербанке.
В ноябре 2019 года освоил 66,71 бюджетных млн. руб. на строительство парка отдыха «Итальянский сквер», однако уже сразу после открытия, от жителей посыпались жалобы на некачественное исполнение строительных работ. Администрация Анташева отказалась выполнять работы по благоустройству парка, самостоятельно через МУП. Подрядчиком выступило частное ООО «Исток-Инвест». В 2020 году полиция возбудило в отношении частного подрядчика уголовное дело о хищении 2,05 млн. руб. Что не помешало подрядчику получить новый подряд на строительство сквера имени Жилкина стоимостью в 82,7 млн рублей через ООО ИК «Траст» владельцами которых являются супружеская пара Тумасян.
В 2019 году прокуратура потребовала от главы города Анташева убраться в лесу, однако Анташев не согласился с требованием, перейдя к судебным разбирательствам. В 2020 году суд удовлетворил требование прокурора.
В мае 2020 года в ответ на критику в свой адрес подал иск в суд о защите чести и достоинства и деловой репутации, потребовав взыскать 15 млн руб. с администратора социальной группы Валерия Кандалинцева, который заявил о бесполезности и ненужности в условиях огромного кредитного муниципального долга установки бронзового памятника «Женщине Солдатке» за 15 млн бюджетных рублей. В этом же году взял кредит на 1 млрд рублей, увеличив муниципальный долг города до 7 млрд рублей.
18 февраля 2021 году после критики в бездействии в работе главы города Сергея Анташева состоявшегося 17 февраля на прямой линии с губернатором Самарской области Дмитрием Азаровым, глава города Сергей Анташев за год до истечения своих полномочий, ушел досрочно в отставку. Исполняющим обязанности был назначен первый заместитель Игорь Ладыка. 3 марта Дума г. Тольятти официально приняла и утвердила отставку.
В 2021 году после отставки Анташева — Контрольно-счётная палата КСП г.о. Тольятти по итогу 2019—2020 года выявила нарушений на сумму свыше миллиарда рублей. В этом же году, в результате лесных пожаров на территории городского округа, вместе с Вадимом Ериным, проходил фигурантом по уголовному делу по статье 293 УК халатность. Ранее прокуратурой был выявлен факт ненадлежащего исполнения государственной программы Самарской области «Развитие лесного хозяйства Самарской области на 2014—2030 годы».

## Семья
Сын Антон Анташев работает советником генерального директора гандбольного клуба Лада, второй сын Артём Анташев работает главным инженером РКС Тольятти, в котором работает супруга и жёны обоих сыновей. До этого сын Антон был владельцем группы УК «Жилсервис +», Артём был директором «Тольяттинской бумажной фабрики».